# Distrikt Santa Rosa (El Collao)
Der Distrikt Santa Rosa liegt in der Provinz El Collao in der Region Puno im Süden Perus. Der Distrikt wurde am 2. Mai 1854 gegründet. Er besitzt eine Fläche von 2694 km². Beim Zensus 2017 wurden 3701 Einwohner gezählt. Im Jahr 2007 lag die Einwohnerzahl bei 6663. Sitz der Distriktverwaltung ist die 3960 m hoch gelegene Ortschaft Mazo Cruz mit 1070 Einwohnern (Stand 2017). Mazo Cruz befindet sich 73 km südsüdwestlich der Provinzhauptstadt Ilave.

## Geographische Lage
Der Distrikt Santa Rosa liegt an der Nordostflanke der Cordillera Volcánica im zentralen Süden der Provinz El Collao. Der Río Ilave (auch Río Huenque) durchquert den Osten des Distrikts in nördlicher Richtung und entwässert das Areal. Im Südwesten reicht der Distrikt bis zum See Laguna Vilacota und dessen Abfluss Río Maure. Dort erhebt sich der 5568 m hohe Berg Larjanco.
Der Distrikt Santa Rosa grenzt im Südwesten an die Distrikte Susapaya (Provinz Tarata) und Candarave (Provinz Candarave), im Westen an den Distrikt Carumas (Provinz Mariscal Nieto), im Nordwesten an den Distrikt Acora (Provinz Puno), im Norden an den Distrikt Conduriri, im Osten an die Distrikte Huacullani und Pisacoma (beide in der Provinz Chucuito) sowie im Süden an den Distrikt Capaso.

## Ortschaften
Neben dem Hauptort gibt es folgende größere Ortschaften im Distrikt:
- Santa Rosa